# Jevhen Olekszandrovics Szeleznyov
Jevhen Olekszandrovics Szeleznyov vagy Jevhen Szeleznyov (ukrán betűkkel:  Євген Олександрович Селезньов; Makijivka, 1985. július 20. –) ukrán válogatott labdarúgó, az Akhisar Belediyespor játékosa. Posztját tekintve csatár.

## Pályafutása

### Klubcsapatokban
Pályafutását a Sahtar Doneck utánpótláscsapataiban kezdte. 2002 és 2004 között a Sahtar-2, 2002 és 2006 között pedig a Sahtar-3 csapatai erősítette. 2006-tól 2008-ig kölcsönben a fővárosi Arszenal Kijiv labdarúgója volt. A 2007–2008-as szezonban 24 mérkőzésen 17 gólt szerzett. Miután lejárt a kölcsönszerződése visszatért a Sahtarhoz, ahol  ötéves  szerződést írt alá.
2009. július 25-én azonban leigazolta a Dnyipro Dnyipropetrovszk 4,5 millió €-ért. Még aznap megszerezte első gólját új csapata színeiben a Metaliszt Harkiv elleni bajnoki mérkőzésen. Két év alatt a Dnyipro kulcsjátékosává vált, a 2010–2011-es bajnokságban gólkirályi címet szerzett 17 góllal.
2011. június 22-én a Dnyipro hivatalos honlapján megjelent as hír miszerint visszatér nevelőegyesületéhez a Sahtar Doneckhez.
A 2011–2012-es idény végén a brazil Maiconnal egyetemben társgólkirályi címet szerzett.

### Válogatottban
A felnőtt nemzeti csapatban 2008. május 24-én debütálhatott egy Hollandia elleni barátságos mérkőzésen. első válogatottbeli gólját 2008. november 19-én szerezte Norvégia ellen.
Az Európa-bajnoki keretszűkítést követően a szövetségi kapitány Oleh Blohin nevezte őt a 2012-es Eb-re készülő 23 fős keretébe.

## Sikerei, díjai
Sahtar Doneck
- Ukrán bajnok: 2001–02, 2004–05, 2005–06, 2007–08, 2011–12
- Ukrán-kupagyőztes: 2002, 2004, 2008, 2012
- UEFA-kupa: 2008–09